# Manfred Mann
Manfred Mann – brytyjski zespół muzyczny działający w latach 60. XX wieku, którego twórcą był Manfred Lubowitz.

## Manfred Mann
Manfred Lubowitz (ps. Manfred Mann), twórca grupy, założył ją w 1962 ze swoim przyjacielem, perkusistą Mikiem Huggem. Wokalistą i gwiazdą zespołu we wczesnych jego latach był Paul Jones. Basistą był Tom McGuinness, a gitarzystą i saksofonistą Mike Vickers.
Największymi przebojami Manfred Mann były:
- „5-4-3-2-1”
- „Do Wah Diddy Diddy”
- „Pretty Flamingo”
- „Come Tomorrow”
- „If You Gotta Go, Go Now"

Kiedy Paul Jones opuścił zespół w roku 1966 zastąpił go Mike d’Abo. Mike Vickers również opuścił grupę, obowiązki gitarzysty przejął wówczas McGuinness, a do grupy dołączył basista Klaus Voormann.
Z d’Abo jako wokalistą nagrali nowe przeboje:
- „Ha Ha Said the Clown”
- „My Name Is Jack”
- „Fox on the Run”
- „Ragamuffin Man”
- „Quinn the Eskimo (The Mighty Quinn)”

Zespół Manfred Mann rozwiązał się w 1969.

## The Manfreds
W latach 90. część muzyków dawnego Manfred Mann założyła zespół The Manfreds (bez Manfreda Lubowitza).

## Dyskografia
- The Five Faces of Manfred Mann – 1964
- Mann Made – 1965
- Mann Made Hits – 1965 (album kompilacyjny)
- As Is – 1966
- Soul of Mann – 1967 (album kompilacyjny)
- Up the Junction – 1968 (soundtrack)
- What a Mann – 1968 (album kompilacyjny)
- Mighty Garvey – 1968